# Jim Bradbury
Jim Bradbury (27 de fevereiro de 1937 - janeiro de 2023) foi um historiador britânico especializado na história militar da Idade Média.
Bradbury lecionou história na Brunel University. Ele morreu em janeiro de 2023, aos 85 anos.

## Trabalhos selecionados
- (1975) Shakespeare and his Theatre, Longman, ISBN 0-582-20539-5
- (1985) The Medieval Archer, The Boydell Press, ISBN 0-85115-194-9
- (1988) Introduction to The Buckinghamshire Domesday, Alecto Historical Editions, ISBN 0-948459-86-7
- (1992) The Medieval Siege, The Boydell Press, ISBN 1-85285-528-2
- (1996) Stephen and Matilda: Civil War of 1139-53, Sutton Publishing, ISBN 0-7509-0612-X
- (1997) Philip Augustus: King of France, 1180-1223, Longman, ISBN 0-582-06058-3
- (1998) The Battle of Hastings, Sutton Publishing, ISBN 0-7509-1291-X
- (2004) The Routledge Companion to Medieval Warfare, London: Routledge, ISBN 0-415-22126-9
- (2007) The Capetians: Kings of France 987-1314, Hambledon Continuum, ISBN 1-85285-528-2
- (2010) Robin Hood, Amberley Publishing, ISBN 978-1-84868-185-9
- (2021) The Battle of Hastings: The Fall of the Anglo-Saxons and the Rise of the Normans, New York: Pegasus Books, ISBN 978-1-64313-632-5

### Colaborações
Com Matthew Bennett, Kelly DeVries, Ian Dickie, Phyllis Jestice:
- (2005) Fighting Techniques of the Medieval World, UK:Amber Books, ISBN 1-86227-299-9